# Chikkankanahalli, Shrirangapattana
Chikkankanahalli là một làng thuộc tehsil Shrirangapattana, huyện Mandya, bang Karnataka, Ấn Độ.